# Wallace A. Carlson
Pour les articles homonymes, voir Carlson.
Wallace A. Carlson est un réalisateur, producteur et scénariste américain né le 28 mars 1894 à Saint-Louis, Missouri (États-Unis), mort le 9 mai 1967 à Chicago (États-Unis).

## Biographie
Pionnier du dessin animé dès 1914, il a réalisé et produit pour Essanay et Paramount plusieurs séries animées muettes, parmi lesquelles Dreamy Dud et Goodrich Dirt. 

## Filmographie

### comme réalisateur
- 1914 : Joe Boko Breaking Into the Big League
- 1915 : Introducing Charlie Chaplin
- 1915 : A Visit to the Zoo
- 1915 : An Alley Romance
- 1915 : Lost in the Jungle
- 1915 : Joe Boko in a Close Shave
- 1915 : Dreamy Dud in the Swim
- 1915 : Dreamy Dud. He Resolves Not to Smoke
- 1915 : Dreamy Dud in King Koo Koo's Kingdom
- 1915 : He Goes Bear Hunting
- 1915 : A Visit to Uncle Dudley's Farm
- 1915 : Dreamy Dud Sees Charlie Chaplin
- 1915 : Joe Boko in Saved by Gasoline
- 1915 : Dreamy Dud Cowboy
- 1915 : Dreamy Dud at the Old Swimmin' Hole
- 1915 : Dreamy Dud in the Air
- 1915 : Dreamy Dud in Love
- 1916 : Dreamy Dud Lost at Sea
- 1916 : Joe Boko's Adventures
- 1916 : Joe Boko
- 1916 : Dreamy Dud Has a Laugh on the Boss
- 1916 : Dreamy Dud in the African War Zone
- 1916 : Joyriding with Princess Zlim
- 1917 : Otto Luck's Flivvered Romance
- 1917 : Otto Luck in the Movies
- 1917 : Otto Luck to the Rescue
- 1917 : Otto Luck and the Ruby of Razmataz
- 1917 : Goodrich Dirt at the Seashore
- 1917 : Goodrich Dirt, Lunch Detective
- 1917 : Goodrich Dirt at the Training Camp
- 1917 : Goodrich Dirt's Amateur Night
- 1917 : Goodrich Dirt and the $1000 Reward
- 1918 : Goodrich Dirt and the Duke de Whatanob
- 1918 : Goodrich Dirt's Bear Hunt
- 1918 : Goodrich Dirt in the Barber Business
- 1918 : Goodrich Dirt, Mat Artist
- 1918 : Goodrich Dirt, the Bad-man Tamer
- 1918 : Goodrich Dirt in Darkest Africa
- 1918 : Goodrich Dirt, King of Spades
- 1918 : Goodrich Dirt, the Cop
- 1918 : Goodrich Dirt in the Dark and Stormy Night
- 1918 : Goodrich Dirt, Coin Collector
- 1918 : Goodrich Dirt, Millionaire
- 1918 : Goodrich Dirt in When Wishes Come True
- 1918 : Goodrich Dirt, Cow Puncher
- 1918 : Goodrich Dirt in Spot Goes Romeoing
- 1919 : Goodrich Dirt in a Difficult Delivery
- 1919 : Goodrich Dirt, Hypnotist
- 1919 : Dud Perkins Gets Mortified
- 1919 : The Parson
- 1919 : Wounded by the Beauty
- 1919 : Dud, the Circus Performer
- 1919 : Dud's Greatest Circus on Earth
- 1919 : Ol' Swimmin' Hole
- 1919 : Dud's Home Run
- 1919 : Dud Leaves Home
- 1919 : Dud's Geography Lesson
- 1919 : Chip Off the Old Block
- 1920 : Dud's Haircut
- 1920 : Flat Hunting
- 1920 : Andy Visits His Mamma-in-Law
- 1920 : Andy's Dancing Lesson
- 1920 : Andy's Wash Day
- 1920 : Andy Spends a Quiet Day at Home
- 1920 : Andy's Mother-in-Law Pays Him a Visit
- 1920 : Andy Plays Golf
- 1920 : Andy on Skates
- 1920 : Andy's Night Out
- 1920 : Andy on a Diet
- 1920 : Andy Visits the Osteopath
- 1920 : Andy and Min at the Theatre
- 1920 : Dud, Lion Tamer
- 1920 : Wim and Wigor
- 1920 : Militant Min
- 1920 : Ice Box Episodes
- 1920 : Howdy Partner
- 1920 : Equestrian Andy
- 1920 : Andy the Model
- 1920 : Andy the Hero
- 1920 : Andy the Chicken Farmer
- 1920 : Andy the Actor
- 1920 : Andy's Picnic
- 1920 : Andy's Inter-Ruben Guest
- 1920 : Andy Redecorates His Flat
- 1920 : Andy on the Beach
- 1920 : Andy on Pleasure Bent
- 1920 : Andy Fights the High Cost of Living
- 1920 : Andy at Shady Rest
- 1920 : Accidents Will Happen
- 1920 : Les Loups du désert (Westward Ho)
- 1920 : Up She Goes
- 1920 : The Toreador
- 1920 : There's a Reason
- 1920 : Ship Ahoy
- 1920 : Mixing Business with Pleasure
- 1920 : Get to Work
- 1920 : Flicker Flicker Little Star
- 1920 : The Broilers
- 1920 : A-Hunting We Will Go
- 1921 : Rolling Around
- 1921 : The Promoters
- 1921 : The Masked Ball
- 1921 : Give 'Er the Gas
- 1921 : Chester's Cat
- 1921 : The Best of Luck
- 1921 : Andy's Holiday
- 1921 : Andy Has a Caller
- 1921 : Andy's Cow
- 1921 : A Terrible Time
- 1921 : Jilted and Jolted
- 1921 : A Quiet Little Game
- 1921 : Andy's Dog Day
- 1921 : Fatherly Love
- 1921 : The Chicken Thief

### comme producteur
- 1914 : Joe Boko Breaking Into the Big League
- 1915 : A Visit to the Zoo
- 1915 : An Alley Romance
- 1915 : Lost in the Jungle
- 1915 : Joe Boko in a Close Shave
- 1915 : Dreamy Dud in the Swim
- 1915 : Dreamy Dud. He Resolves Not to Smoke
- 1915 : Dreamy Dud in King Koo Koo's Kingdom
- 1915 : He Goes Bear Hunting
- 1915 : A Visit to Uncle Dudley's Farm
- 1915 : Dreamy Dud Sees Charlie Chaplin
- 1915 : Joe Boko in Saved by Gasoline
- 1915 : Dreamy Dud Cowboy
- 1915 : Dreamy Dud at the Old Swimmin' Hole
- 1915 : Dreamy Dud in the Air
- 1915 : Dreamy Dud in Love
- 1916 : Dreamy Dud Lost at Sea
- 1916 : Joe Boko
- 1916 : Dreamy Dud Has a Laugh on the Boss
- 1916 : Dreamy Dud in the African War Zone
- 1916 : Joyriding with Princess Zlim
- 1920 : Flat Hunting
- 1920 : Andy Visits His Mamma-in-Law
- 1920 : Andy's Dancing Lesson
- 1920 : Andy's Wash Day
- 1920 : Andy Spends a Quiet Day at Home
- 1920 : Andy's Mother-in-Law Pays Him a Visit
- 1920 : Andy Plays Golf
- 1920 : Andy on Skates
- 1920 : Andy's Night Out
- 1920 : Andy on a Diet
- 1920 : Andy Visits the Osteopath
- 1920 : Andy and Min at the Theatre
- 1920 : Wim and Wigor
- 1920 : Militant Min
- 1920 : Ice Box Episodes
- 1920 : Howdy Partner
- 1920 : Equestrian Andy
- 1920 : Andy the Model
- 1920 : Andy the Hero
- 1920 : Andy the Chicken Farmer
- 1920 : Andy the Actor
- 1920 : Andy's Picnic
- 1920 : Andy's Inter-Ruben Guest
- 1920 : Andy Redecorates His Flat
- 1920 : Andy on the Beach
- 1920 : Andy on Pleasure Bent
- 1920 : Andy Fights the High Cost of Living
- 1920 : Andy at Shady Rest
- 1920 : Accidents Will Happen
- 1920 : Les Loups du désert (Westward Ho)
- 1920 : Up She Goes
- 1920 : The Toreador
- 1920 : There's a Reason
- 1920 : Ship Ahoy
- 1920 : Mixing Business with Pleasure
- 1920 : Get to Work
- 1920 : Flicker Flicker Little Star
- 1920 : The Broilers
- 1920 : A-Hunting We Will Go
- 1921 : Rolling Around
- 1921 : The Promoters
- 1921 : The Masked Ball
- 1921 : Give 'Er the Gas
- 1921 : Chester's Cat
- 1921 : The Best of Luck
- 1921 : Andy's Holiday
- 1921 : Andy Has a Caller
- 1921 : Andy's Cow
- 1921 : A Terrible Time
- 1921 : Jilted and Jolted
- 1921 : A Quiet Little Game
- 1921 : Andy's Dog Day
- 1921 : Fatherly Love
- 1921 : The Chicken Thief

### comme scénariste
- 1914 : Joe Boko Breaking Into the Big League
- 1915 : A Visit to the Zoo
- 1915 : An Alley Romance
- 1915 : Lost in the Jungle
- 1915 : Joe Boko in a Close Shave
- 1915 : Dreamy Dud in the Swim
- 1915 : Dreamy Dud. He Resolves Not to Smoke
- 1915 : Dreamy Dud in King Koo Koo's Kingdom
- 1915 : He Goes Bear Hunting
- 1915 : A Visit to Uncle Dudley's Farm
- 1915 : Dreamy Dud Sees Charlie Chaplin
- 1915 : Joe Boko in Saved by Gasoline
- 1915 : Dreamy Dud Cowboy
- 1915 : Dreamy Dud at the Old Swimmin' Hole
- 1915 : Dreamy Dud in the Air
- 1915 : Dreamy Dud in Love
- 1916 : Dreamy Dud Lost at Sea
- 1916 : Joe Boko's Adventures
- 1916 : Joe Boko
- 1916 : Dreamy Dud Has a Laugh on the Boss
- 1916 : Dreamy Dud in the African War Zone
- 1916 : Joyriding with Princess Zlim
- 1917 : Goodrich Dirt at the Seashore
- 1917 : Goodrich Dirt, Lunch Detective
- 1917 : Goodrich Dirt at the Training Camp
- 1917 : Goodrich Dirt's Amateur Night
- 1917 : Goodrich Dirt and the $1000 Reward
- 1918 : Goodrich Dirt and the Duke de Whatanob
- 1918 : Goodrich Dirt's Bear Hunt
- 1918 : Goodrich Dirt in the Barber Business
- 1918 : Goodrich Dirt, Mat Artist
- 1918 : Goodrich Dirt, the Bad-man Tamer
- 1918 : Goodrich Dirt in Darkest Africa
- 1918 : Goodrich Dirt in the Dark and Stormy Night
- 1918 : Goodrich Dirt, Coin Collector
- 1918 : Goodrich Dirt, Millionaire
- 1918 : Goodrich Dirt in When Wishes Come True
- 1918 : Goodrich Dirt, Cow Puncher
- 1919 : Goodrich Dirt in a Difficult Delivery
- 1919 : Goodrich Dirt, Hypnotist
- 1919 : Dud Perkins Gets Mortified
- 1919 : The Parson
- 1919 : Wounded by the Beauty
- 1919 : Dud, the Circus Performer
- 1919 : Dud's Greatest Circus on Earth
- 1919 : Ol' Swimmin' Hole
- 1919 : Dud's Home Run
- 1919 : Dud Leaves Home
- 1919 : Dud's Geography Lesson
- 1919 : Chip Off the Old Block
- 1920 : Dud's Haircut
- 1920 : Dud, Lion Tamer